# Сквер «У шлагбаума»
Сквер «У шлагбаума» — сквер в Таганроге, расположенный между Петровской улицей, улицей Дзержинского и Портовой улицей.

## История
В начале 1770-х годов, в период возрождения Таганрога, на том месте, куда сходились многие степные дороги, ведущие в Троицкую крепость, была поставлена караульная будка и небольшой шлагбаум. Солдаты вели наблюдение за проезжающими, а позже здесь же производился и сбор налога на дорожное строительство с каждой груженой подводы. Возле городского шлагбаума образовалась так называемая Въездная площадь.
Каменный городской шлагбаум в виде двух одинаковых каменных столбов, стоявших по обе стороны от дороги, был построен в честь победы над Наполеоном и открыт для обозрения 27 сентября 1814 года. Шлагбаум одновременно означал городскую черту, которая проходила на этом месте до конца XIX века.
Ночью 19 октября 1969 года столбы шлагбаума были взорваны, поскольку они мешали движению транспорта. Оба столба старого шлагбаума располагались между трамвайными путями, поворачивающими с Ленинской улицы на улицу Дзержинского.
Вскоре после уничтожения старого шлагбаума райисполком Орджоникидзевского района вынес решение об устройстве возле здания общежития Машиностроительного техникума мемориального сквера с установкой в нём уменьшенной копии столба шлагбаума, а также красочного панно, которое бы рассказывало о прошлом, настоящем и будущем Таганрога. Автором проекта сквера стал архитектор П. В. Бондаренко. Проект уменьшенной копии столба шлагбаума по сохранившимся фотографиям выполнила архитектор Э. Е. Бронзова.
Для строительства сквера был создан инициативный штаб под руководством начальника управления «Донбассэнергостроя» Ю. А. Поплавского. В штаб входили руководители Красного котельщика, Завода сборного железобетона, треста «Таганрогмежрайгаз» и других предприятий. Труженики «Донбассэнергостроя» привезли на объект около двухсот кубометров песка, выполнили около 100 кубометров бутовой кладки, уложили 500 плит на пешеходные дорожки. Учащиеся Машиностроительного техникума вывезли свыше 20 машин мусора, завезли чернозём, создали свой штаб по охране сквера.
К октябрю 1974 года были выстроены подпорные стенки, облицованные гранитом. Сквер был разбит на несколько ступенчатых площадок, что открывало его хороший обзор со стороны основных магистралей. Было произведено озеленение, в чашах-рабатках вдоль улицы Дзержинского высажены розы. В 1975 году была оформлена историческая часть сквера, художественные мастерские изготовили панно. Появился памятный знак «Шлагбаум».
Сквер поддерживался в ухоженном состоянии до середины 1980-х годов. Затем, во время перестройки пришёл в запустение. Восстановление сквера было произведено за счёт таганрогского рекламного агентства «Графика» (директор Ю. А. Думик) в соответствии с проектом главного архитектора города С. Ю. Рябоштанова. 625 квадратных метров сквера были вновь выложены качественной тротуарной плиткой. Были созданы зоны отдыха, установлены декоративные фонари и скамьи в стиле «ретро», восстановлены парапеты клумб, осуществлена подсветка памятного знака «Шлагбаум». Торжественное открытие реконструированного исторического сквера состоялось 5 сентября 2005 года.
Решением Городской Думы от 25 мая 2006 года по результатам конкурса, проведённого среди жителей Таганрога на лучшее название сквера, ему присвоено наименование «У шлагбаума», отражающее историю города.

## Сквер имени Василия Маргелова
В 2015 году организация ветеранов военной службы «Союз десантников Таганрога» установила в сквере памятник Василию Маргелову. Вскоре таганрогские десантники выступили с инициативой переименовать в честь Маргелова и сам сквер, в котором установлен бюст. Мэрия Таганрога поддержала эту идею и в июне 2015 года обратилась к горожанам с предложением обсудить возможность присвоения скверу «У шлагбаума» имени генерала Маргелова.
На состоявшемся в начале октября 2015 года заседании комиссии по топонимике это предложение таганрогских десантников было отклонено. На этом же заседании комиссии прозвучало ещё одно предложение по поводу сквера — назвать его «Сквер имени таганрогских дивизий». К счастью, и это предложение не было принято. Комиссия по топонимике аргументировала свой отказ тем, что наименование сквера «У шлагбаума» в 2006 году было выбрано общегородским собранием.